# Xenillus brasilianus
Xenillus brasilianus är en kvalsterart som beskrevs av Balogh och Sandór Mahunka 1969. Xenillus brasilianus ingår i släktet Xenillus och familjen Xenillidae. Inga underarter finns listade i Catalogue of Life.